# D'où viens-tu Johnny ? (film)
Pour la bande originale, voir D'où viens-tu Johnny ?.
Pour plus de détails, voir Fiche technique et Distribution.
D'où viens-tu Johnny ? est un western camarguais français réalisé par Noël Howard, sorti en 1963.
Western à la française, dans une Camargue tenant lieu de Far West, avec des gardians faisant office de cow-boys et des Gitans en guise de Mexicains, le film met en vedette Johnny Hallyday dans un rôle comme en offre Hollywood à la même époque à Elvis Presley, à savoir un scénario convenu prétexte à glisser çà et là quelques chansons. Johnny chanteur-acteur en interprète trois en solo et une en duo avec Sylvie Vartan.

## Synopsis
Johnny Rivière est un jeune Parisien au cœur pur, passionné de rock 'n' roll. Le sous-sol d'un bar lui sert de salle de répétition avec ses musiciens, en échange de menus services rendus au patron, Monsieur Franck. Lorsque Johnny Rivière comprend qu'il est manipulé par des truands, il se révolte et jette à la Seine un chargement de drogue qu'il était chargé de convoyer à son insu. Menacé de mort, il part se réfugier auprès des siens en Camargue, bientôt rejoint par sa fiancée Gigi, mais aussi traqué par les malfrats qui se sont lancés à ses trousses. D'où bagarres, chevauchées, amour et chansons… et inévitable dénouement heureux.

## Fiche technique
- Titre : D'où viens-tu Johnny ?
- Réalisation : Noël Howard, assisté de Georges Demas et Bernard Paul
- Scénario et dialogues : Yvan Audouard, Noël Howard, Christian Plume
- Photographie : Walter Wottitz
- Musique : Eddie Vartan, Johnny Hallyday, Jean-Jacques Debout[1]
- Coordinateur des combats et des cascades : Claude Carliez et son équipe
- Production : Ray Ventura et Claude V. Cohen
- Sociétés de production : Hoche Productions, Société nouvelle de cinématographie (SNC)
- Format : CinemaScope Eastmancolor, prologue en noir et blanc[N 1]
- Genre : comédie dramatique et musicale
- Date de sortie : 30 octobre 1963 à Paris

## Distribution
- Johnny Hallyday : Johnny Rivière
- Sylvie Vartan : Gigi
- Pierre Barouh : Django
- Jean-Jacques Debout : un des musiciens, dit « l'Ancien »
- Évelyne Dandry : Magali Thibault
- Fernand Sardou : Gustave, dit « Le Shérif »
- André Pousse : M. Franck
- Manitas de Plata (non crédité) : un guitariste gitan
- Jean-Marie Rivière : Tardivet
- Hélène Tossy : Madeleine Thibault
- Henri Vilbert : Christophe Thibault
- Daniel Cauchy : Marcel
- Mick Besson : Fred
- Jean-Pascal Duffard : un gardian
- Jean Franval : Barthélemy
- Yvon Sarray : le premier policier à l'aérogare
- Guy-Henry : le deuxième policier
- Georges Demas : Charlot
- Monique Lemaire
- Francis San Juan

## Accueil
La postérité a été sévère avec ce film, mais il a bénéficié en son temps d'une certaine indulgence. Dans Le Monde, Jean de Baroncelli note que « le film s'adresse aux lecteurs de Tintin autant qu'à ceux de Salut les copains. Johnny, c'est un peu Tintin qui aurait grandi et qui ne se couperait plus les cheveux. Chez l'un et chez l'autre la gentillesse, l'honnêteté morale, l'astuce et l'esprit d'aventure sont les mêmes ».
De même, il s'est dit plus tard que le film n'avait pas fait un succès d'entrées. En fait, les chiffres du box office pour les films sortis en France en 1963 indiquent que D'où viens-tu Johnny ? a été un des plus gros succès de l'année, arrivant en 10e position avec 2 785 185 entrées.

## Analyse sociologique
D'où viens-tu Johnny revêt une certaine importance en tant que jalon culturel dans l'histoire des années 1960. Alors que les films mettant auparavant en scène des bandes de jeunes opposaient leurs pulsions délinquantes à la passivité d'adultes dépassés (Avant le déluge, L'Équipée sauvage, La Fureur de vivre, Les Demi-sel, Les Tricheurs, Terrain vague, etc.), D'où viens-tu Johnny renverse la perspective : les jeunes rockers sont les « bons », tandis que les « méchants » sont tous des quadragénaires hypocrites et pervers.[réf. nécessaire]
Rectification et récupération d'image
Dans le film, le personnage Johnny Rivière cogne quand il lui faut se battre, mais toujours pour la bonne cause. Le sociologue et historien Yves Santamaria observe que « cet enrôlement dans le camp de la juste violence » est au cœur d'un « processus de rectification de l'image de Johnny » (Hallyday), rendu nécessaire par l'énorme croissance du marché de la musique yéyé, et d'autant plus urgent que les incidents de la célèbre « Folle nuit de la Nation » (22 juin 1963) surviennent en plein tournage du film et risquent de rejeter définitivement le rock dans le camp des blousons noirs honnis. Le quotidien conservateur L'Aurore annonce lors du lancement du tournage que le chanteur incarnera « un blouson noir gentil ».
Lors de l'avant-première (à l'Olympia de Paris), le 15 octobre 1963, le film est projeté en présence de plusieurs ministres dont celui des Anciens Combattants, Jean Sainteny, qui préside l'événement et le programme de la soirée est vendu au profit des œuvres sociales des anciens combattants. Présence qui scelle la réconciliation après l'incident de Trouville-sur-Mer, du 14 juillet 1963, où Johnny Hallyday en concert en ce jour de fête nationale chante La Marseillaise, ce qui lui fut reproché par les anciens combattants qui l'accusèrent de l'avoir « interprétée en rock ». En fait tout cela s'inscrit dans un processus beaucoup plus large de la part de l'autorité militaire, qui souhaite redorer son image, mise à mal avec la guerre d'Algérie, auprès de la jeunesse, en utilisant celle des « idoles » désormais en âge d'effectuer leur service militaire (sur le modèle d'Elvis Presley récupéré par l'armée américaine),,. C'est ainsi que les Chaussettes noires, durant leur conscription, se voient imposer des galas de bienfaisance, au grand dam d'Eddy Mitchell, et que, quelques mois plus tard, le « soldat Smet » est autorisé à poursuivre ses enregistrements à la condition qu'il apparaisse sur les pochettes de disques en tenue militaire.
Ce jour de première est aussi celui où Sylvie Vartan et Johnny Hallyday, au cours du journal de midi de Jacques Paoli sur Europe 1, annoncent qu'ils sont « presque fiancés ». Jean-Louis Bory déplore dans L'Express que « le twist se range du côté de la famille et de la patrie ».
Dès 1965, la revue Communications (dirigée par Edgar Morin) livre une analyse, signée de Christian Hermelin, de ce « processus de rectification », décrit comme conséquence du nouveau statut des stars du « yéyé », devenues des demi-dieux inaccessibles, des « idoles », mais qui en même temps se présentent comme les « copains » de leur public qui les érige en modèles.
C'est ainsi qu'on assiste « à une moralisation progressive. Il y a loin du Hallyday blouson noir ou assimilé d'une époque, au personnage d'aujourd'hui faisant sagement son service militaire [...] D'ailleurs les chanteurs qui refusent d'entrer dans le jeu d'une morale conformiste sont exclus : ainsi Vince Taylor ». Toujours selon l'auteur, deux facteurs sont à l'œuvre dans ce processus : la pression du monde adulte (et corrélativement la volonté de se faire admettre par lui), mais aussi « la poussée d'un public qui cherche à sanctifier ses modèles [...] sanctification qui se fait dans le sens d'un conformisme "petit bourgeois" ».

## Musique du film et discographie
Concomitamment au film, sort chez Philips un super 45 tours de Johnny Hallyday comportant les quatre chansons du film, Pour moi la vie va commencer, Ma guitare, Rien n'a changé, ainsi que la version solo de À plein cœur,.
Un 33 tours 25 cm nommé D'où viens-tu Johnny ? est également publié, proposant en plus des chansons la bande originale écrite par Eddie Vartan,. Ces disques se trouvent être les tout premiers de Johnny Hallyday entièrement faits de compositions originales, sans aucune reprise.
La version de À plein cœur chantée en duo par Johnny Hallyday et Sylvie Vartan est demeurée inédite en support audio durant 51 ans.
En prévision de la diffusion du film à l'étranger, les chansons Pour moi la vie va commencer et Ma guitare sont également enregistrées dans des versions anglaise, allemande et italienne.

## Autour du film
- Au début du film Johnny pilote un deux roues qu'il appelle « ma moto » mais est en fait un Paloma Super-Strada Flash 50 cm3, le « nec plus ultra » des cyclomoteurs de l'époque. Du coup, le constructeur (les Établissements Cazenave à Belin, Gironde) a sorti peu après une version « Spécial Johnny » de ce modèle. Dans la suite du film on voit des publicités Paloma dans les arènes pendant la course de taureaux.
- Le film est (à l'époque) interdit en Algérie[24].
- C'est en accompagnant son père venu donner la réplique à Johnny Hallyday sur ce tournage que l'adolescent Michel Sardou, vivement impressionné par le chanteur qu'il harcela aussitôt de chansons de sa propre composition, s'est subitement découvert une vocation de chanteur sans aucune forme de prédisposition[25][source insuffisante].